# Полик (Серпецький повіт)
По́лик (пол. Polik) — село в Польщі, у гміні Росьцишево Серпецького повіту Мазовецького воєводства.
Населення — 335 осіб (2011).
У 1975—1998 роках село належало до Плоцького воєводства.

## Демографія
Демографічна структура станом на 31 березня 2011 року:
|          | Загалом | Допрацездатний вік | Працездатний вік | Постпрацездатний вік |
| -------- | ------- | ------------------ | ---------------- | -------------------- |
| Чоловіки | 170     | 42                 | 102              | 26                   |
| Жінки    | 165     | 44                 | 76               | 45                   |
| Разом    | 335     | 86                 | 178              | 71                   |